# Bruno Canfora
Bruno Canfora (prononcé : [ˈbruːno ˈkaɱfora], né à Milan le 6 novembre 1924 et mort à Piegaro le 4 août 2017, est un compositeur italien, chef d'orchestre et arrangeur de musique.

## Biographie
Né à Milan, Bruno Canfora étudie le piano à un âge précoce, puis le hautbois au Conservatoire Giuseppe Verdi de Milan. Au cours de la Seconde Guerre mondiale, il joue plusieurs concerts avec son groupe de Trieste. Après la guerre, il s'installe à Turin et devient chef d'orchestre de la Castellino Danze Orchestre.
En plus d'avoir composé la musique pour des programmes de télévision et de films, Canfora est connu pour son travail dans la musique pop, en particulier pour sa collaboration avec Mina, pour qui il a composé des chansons comme Brava, Un bacio è troppo poco, Mi sei scoppiato dentro il cuore, Sono come tu mi vuoi et Vorrei che fosse amore (les deux dernières ont été traduites dans d'autres langues comme l'espagnol, la dernière aussi en français). Dans les années 1960, il part en tournée avec Mina au Japon et a écrit un hit pour ce pays : Anata à Watashi.
Bruno Canfora a également composé des chansons pour Rita Pavone, Ornella Vanoni, Shirley Bassey, et les Sœurs Kessler.
La chanson La Vita présentée au festival de Sanremo a été introduite sur la scène internationale par Shirley Bassey sous le titre This Is My Life, devenant la chanson phare de l'artiste.
Bruno Canfora a été le chef d'orchestre pour le Festival de Sanremo en 1961, 1988 et 1993. Dans le Concours Eurovision de la Chanson, il a été le directeur musical de l'édition 1991 qui s'est tenue à Rome.
Bruno Canfora est mort le 4 août 2017 à Piegaro, à l'âge de 92 ans.

## Filmographie partielle
Musique
- 1958 : Ça s'est passé en plein jour
- 1959 : Les Loups dans l'abîme (Lupi nell'abisso) de Silvio Amadio
- 1965 : Le sedicenni
- 1966 :
  - Rita la zanzara de Lina Wertmüller
  - Il vostro superagente Flit
  - James Tont operazione D.U.E.
- 1970 : Deux Trouillards en vadrouille (Io non scappo... fuggo)
- 1976 : La Mort en sursis (Il trucido e lo sbirro) d'Umberto Lenzi
- 1977 : L'exécuteur vous salue bien (La banda del trucido) de Stelvio Massi